# Robert Hedges
Robert Ernest Mortimer Hedges é um arqueólogo britânico.
Doutorado pela Universidade de Cambridge. Foi agraciado com a Medalha Real de 2008, por sua contribuição ao desenvolvimento das tecnologias de espectrometria de massa com aceleradores e datação por radiocarbono.